# Tina Bøttzau
Tina Nielsen Bøttzau (Kolding, 29 augustus 1971) is een voormalig handbalster uit Denemarken, die 120 interlands (247 goals) speelde voor de Deense nationale vrouwenploeg. Ze maakte haar debuut voor de nationale selectie op 24 mei 1990 tegen Polen.
Met haar vaderland won Bøttzau tweemaal de olympische titel (1996 en 2000) en eenmaal de wereldtitel (1997). Daarnaast werd Bøttzau één keer Europees kampioen (1996).